# لازارو فارغاس
لازارو فارغاس هو لاعب كرة قاعدة كوبي، ولد في 18 يناير 1964 في San Miguel del Padrón ‏ في كوبا.

## وصلات خارجية
- لازارو فارغاس على موقع أوليمبيديا (الإنجليزية)